# 권영국
권영국(權英國, 1963년 8월 15일~)은 대한민국의 공장 노동자 출신 변호사 및 정치인이다. 민주노동당 제21대 대통령 선거 후보를 역임하였다.

## 생애
권영국은 1963년 강원도 태백에서 광부의 아들로 태어났다. 문경에서 초등학교와 중학교를 다녔고 집안 형편이 어려워 대구의 인문계 고등학교 진학을 포기하고 포항제철공업고등학교에 진학했다. 이후 서울대학교 금속공학과를 졸업하고, 일본 도쿠시마 대학 대학원에서 석사 학위를 받았다.
1985년, 대학을 졸업하고 동생들의 학비를 벌기 위해 경북 경주시 안강읍에 위치한 방위산업체 풍산에 연구직으로 입사했다. 원래 노동운동에 뜻이 있었던 것은 아니었지만, 현장에서 노동조합 설립을 추진하다가 해고 통보를 받았다. 특히 공장 내 폭약 사고로 노동자가 사망했을 때, 회사가 유족 보상을 제대로 하지 않으려는 것을 고발하는 유인물을 붙였다는 이유로 해고되었다.
해고 이후 그는 비슷한 처지의 동료들과 ‘풍산해고자협의회’를 만들어 복직 투쟁을 벌였다. 이 과정에서 두 번 해고되고, 두 번 구속되었으며, 약 4년간 수배와 복역을 반복했다. 결국 회사로 복직하지는 못했지만, 1993년 출소 후 전국해고자복직투쟁위원회에서 선전국장으로 일하며 해고 노동자 투쟁을 이어갔다. 생계를 위해 학원 강사로 일하기도 했으나, 주변의 권유로 1996년부터 사법시험 공부를 시작했다. 아내의 격려에 힘입어 3년 만에 1999년, 36세의 나이로 사법시험에 합격했고, 2002년 사법연수원을 수료하고 변호사가 됐다.
이후 민주노총 초대 법률원장으로 일하며, 전국의 파업 현장과 시위 현장에서 경찰의 부당한 연행에 맞서 시민과 노동자를 변호했다. 이후 민주사회를 위한 변호사 모임(민변) 노동위원장(2008~2014년) 등을 역임하며, 용산참사, 쌍용자동차 정리해고 사건, 세월호 참사, 구의역 김군 사망 사건, 태안화력발전소 김용균 사망 사고 등 2000년대 이후 한국 사회의 주요 노동·인권 사건 현장에서 활동했다. 이주노동자, 해고자, 철거민, 비정규직 등 사회적 약자를 대변하며 ‘거리의 변호사’라는 별명을 얻었다.

### 정치 활동
2014년, 쌍용차 정리해고 사건에서 대법원 패소를 경험하며 법만으로 세상을 바꿀 수 없다는 한계를 절감했고, 정치의 필요성을 느꼈다. 2016년 총선에서 경북 경주시 국회의원 후보로 무소속 출마해 15.9%의 득표율로 낙선했으나, 이후 경주에 정착해 지역 노동·사회운동에 뛰어들었다. 2019년 정의당에 입당, 2020년 총선에서 정의당 후보로 경주에 출마해 11.6%의 득표를 얻었으나 또다시 낙선했다.
2024년에는 녹색정의당 비례대표 4번으로 총선에 출마했으나, 당선에는 실패했다. 이후에도 중대재해전문가넷 공동대표, 파리바게뜨 노동자 힘내라 공동행동 상임대표 등으로 활동하며 노동 현장과 사회적 약자 곁을 지켰다.

#### 21대 대선
2025년에는 제21대 대선에 출마하다고 4월 14일 선언했으며, 4월 30일 민주노동당 대통령 후보로 선출되었다.
2025년 5월 18일, 권영국은 이재명, 이준석 후보와 함께 5·18 광주민주화운동 기념식에 참석해 ‘임을 위한 행진곡’을 제창하며 5·18 정신의 헌법 수록을 약속했다. 같은 해 대선 TV토론에서도 사회적 약자와 평등, 민주주의의 가치를 강조하며 진보 정치의 목소리를 냈다.

## 전과
- 업무방해, 폭력행위등처벌에관한법률위반, 노동조합법위반, 노동쟁의조정법위반: 징역 1년 6월 - 1989년 4월 10일 선고[12]
- 특수공무집행방해치상, 업무방해, 폭력행위등처벌에관한법률위반, 병역법위반: 징역 2년 - 1991년 4월 19일 선고[12]
- 특수공무집행방해, 특수공무집행방해치상, 집회및시위에관한법률위반, 일반교통방해, 모욕: 벌금 3,000,000원 - 2016년 11월 8일 선고[12]
- 법정소동: 벌금 5,000,000원 - 2022년 6월 23일 선고[12]

## 학력
- 포항제철공업고등학교 (졸업)
- 서울대학교 공과대학 금속공학과 학사 과정 졸업
- 일본 도쿠시마 대학 대학원 조성과학연구과 석사 과정 졸업

## 출연
- 2012년 다큐멘터리 영화 《두 개의 문》

## 역대 선거 결과
|  | 15.90% |

|  | 11.57% |

|  | 2.14% |

|  | 0.98% |

## 소속 정당
| 소속 정당 | 소속 정당  | 소속 기간 | 비고           |
| --------- | ---------- | --------- | -------------- |
|           | 무소속     | 2014~2016 | 정계 입문      |
|           | 시민혁명당 | 2016      | 창당준비위원회 |
|           | 무소속     | 2016~2019 | 창준위 해산    |
|           | 정의당     | 2019~2024 | 입당           |
|           | 녹색정의당 | 2020      | 당명 변경      |
|           | 정의당     | 2024~2025 | 당명 변경      |
|           | 민주노동당 | 2025      | 당명 변경      |
|           | 정의당     | 2025~현재 | 당명 변경      |